# Lê Thị Thu Hồng
Lê Thị Thu Hồng (sinh ngày 31 tháng 7 năm 1970) là một nữ chính trị gia người Việt Nam. Bà nguyên là Phó Bí thư Thường trực Tỉnh ủy Bắc Giang, Bí thư Đảng đoàn, Chủ tịch Hội đồng nhân dân tỉnh Bắc Giang nhiệm kỳ 2021-2026. Bà từng là đại biểu quốc hội Việt Nam khóa XIV nhiệm kì 2016-2021, thuộc đoàn đại biểu quốc hội tỉnh Bắc Giang,Trưởng Đoàn đại biểu Quốc hội khóa XIV tỉnh Bắc Giang, Ủy viên Ủy ban Về các vấn đề xã hội của Quốc hội.

## Xuất thân
Lê Thị Thu Hồng sinh ngày 31 tháng 7 năm 1970, quê quán ở xã Đông Anh, nay là xã Đông Khê, huyện Đông Sơn, tỉnh Thanh Hoá. Bà hiện cư trú tại phường Hoàng Văn Thụ, thành phố Bắc Giang, tỉnh Bắc Giang.

## Giáo dục
- Giáo dục phổ thông: 12/12
- Đại học chuyên ngành Kế toán doanh nghiệp
- Thạc sĩ Quản lý giáo dục
- Cao cấp lí luận chính trị

## Sự nghiệp
Bà gia nhập Đảng Cộng sản Việt Nam vào ngày 03/01/1996.
Bà từng là đại biểu hội đồng nhân dân tỉnh Bắc Giang nhiệm kỳ 2011-2016, trải qua các vị trí công tác: Phó Trưởng ban Ban Xây dựng Đoàn, Tỉnh đoàn Thanh niên Hà Bắc; Bí thư Tỉnh đoàn, Chủ tịch Hội Liên hiệp Thanh niên Việt Nam tỉnh Bắc Giang.
Khi lần đầu ứng cử đại biểu Quốc hội Việt Nam khóa XIV vào tháng 5 năm 2016 bà đang là ủy viên Thường vụ Tỉnh ủy, Chủ nhiệm Ủy ban Kiểm tra Tỉnh ủy Bắc Giang, Trưởng ban Văn hóa - xã hội Hội đồng nhân dân tỉnh Bắc Giang, làm việc ở Ủy ban Kiểm tra Tỉnh ủy Bắc Giang.
Bà đã trúng cử đại biểu Quốc hội năm 2016 ở đơn vị bầu cử số 3, tỉnh Bắc Giang gồm thành phố Bắc Giang và các huyện: Yên Thế, Lạng Giang, Yên Dũng, được 313.570 phiếu, đạt tỷ lệ 70,84% số phiếu hợp lệ.
Ngày 19 tháng 1 năm 2019, Bà được Ban chấp hành Đảng bộ tỉnh khóa 18 bầu giữ chức Phó Bí thư Thường trực Tỉnh ủy Bắc Giang nhiệm kỳ 2015-2020.
Chiều ngày 14 tháng 10 năm 2020, tại Hội nghị lần thứ nhất Ban Chấp hành Đảng bộ tỉnh Bắc Giang khóa XIX, bà Lê Thị Thu Hồng - Phó Bí thư Thường trực Tỉnh ủy được bầu giữ chức vụ Phó Bí thư Thường trực Tỉnh ủy khóa XIX, nhiệm kỳ 2020-2025 với số phiếu tín nhiệm tuyệt đối.
Sáng ngày 29 tháng 6 năm 2021, HĐND tỉnh Bắc Giang khóa XIX, nhiệm kỳ 2021 - 2026 tổ chức kỳ họp thứ nhất để bầu các chức danh chủ chốt của HĐND, UBND tỉnh. Kết quả, bà Lê Thị Thu Hồng, Phó Bí thư Thường trực Tỉnh ủy được bầu giữ chức vụ Chủ tịch Hội đồng nhân dân tỉnh Bắc Giang nhiệm kỳ 2021-2026.
Ngày 05 tháng 7 năm 2021, Ủy ban Thường vụ Quốc hội đã ban hành nghị quyết phê chuẩn Chủ tịch Hội đồng nhân dân tỉnh Bắc Giang khóa XIX, nhiệm kỳ 2021 - 2026, cụ thể: Nghị quyết số 1368/NQ-UBTVQH14, phê chuẩn kết quả bầu bà Lê Thị Thu Hồng, Phó Bí thư Thường trực Tỉnh ủy, Trưởng Đoàn ĐBQH tỉnh khóa XIV, đại biểu Hội đồng nhân dân tỉnh giữ chức Chủ tịch Hội đồng nhân dân tỉnh Bắc Giang khóa XIX, nhiệm kỳ 2021 - 2026, kể từ ngày 29/6/2021.
Ngày 25 tháng 4 năm 2024, Bộ Chính trị đã phân công bà Lê Thị Thu Hồng điều hành hoạt động của Đảng bộ tỉnh sau khi Bí thư Dương Văn Thái bị khởi tố về tội lợi dụng chức vụ, quyền hạn khi thi hành công vụ xảy ra tại Công ty Cổ phần Tập đoàn Thuận An.

## Đại biểu Quốc hội Việt Nam khóa XIV nhiệm kì 2016-2021
Bà lần đầu trúng cử đại biểu Quốc hội năm 2016 ở đơn vị bầu cử số 3, tỉnh Bắc Giang gồm thành phố Bắc Giang và các huyện: Yên Thế, Lạng Giang, Yên Dũng.

## Kỷ luật
Tại kỳ họp 46 trong các ngày 28 - 29/8/2024, Ủy ban Kiểm tra Trung ương kết luận, Ban Thường vụ Tỉnh ủy Bắc Giang đã vi phạm nguyên tắc tập trung dân chủ, quy chế làm việc; thiếu trách nhiệm, buông lỏng lãnh đạo, chỉ đạo, thiếu kiểm tra, giám sát để Đảng đoàn HĐND tỉnh, Ban Cán sự Đảng UBND tỉnh và nhiều tổ chức, cá nhân vi phạm quy định của Đảng, pháp luật của Nhà nước trong một số dự án đầu tư do Công ty cổ phần Tập đoàn Thuận An thực hiện trên địa bàn tỉnh; nhiều cán bộ, đảng viên, trong đó có cán bộ chủ chốt của tỉnh suy thoái về tư tưởng chính trị, đạo đức, lối sống, vi phạm luật Phòng, chống tham nhũng, vi phạm Quy định những điều đảng viên không được làm và trách nhiệm nêu gương. Liên quan các sai phạm trên, Ủy ban Kiểm tra T.Ư cũng quyết định thi hành kỷ luật cảnh cáo Ban Cán sự Đảng UBND tỉnh Bắc Giang nhiệm kỳ 2021 - 2026 và các ông, bà: Lê Ánh Dương, Lê Thị Thu Hồng, Lê Ô Pích, Hoàng Văn Thanh.
Theo Quyết định số 1540-QĐNS/TW ngày 6/9/2024 của Ban Bí thư, bà Lê Thị Thu Hồng, Phó Bí thư thường trực Tỉnh ủy, Chủ tịch HĐND tỉnh Bắc Giang thôi giữ chức Ủy viên Ban Chấp hành, Ban Thường vụ Tỉnh ủy và Phó Bí thư thường trực Tỉnh ủy Bắc Giang nhiệm kỳ 2020-2025.
Ngày 8/10/2024, HĐND tỉnh Bắc Giang đã thông qua Nghị quyết miễn nhiệm Chủ tịch HĐND tỉnh Bắc Giang và cho thôi làm nhiệm vụ đại biểu HĐND tỉnh Bắc Giang khóa XIX, nhiệm kỳ 2021 - 2026 đối với bà Lê Thị Thu Hồng, nguyên Phó Bí thư Thường trực Tỉnh ủy, Chủ tịch HĐND tỉnh Bắc Giang.